# Boswellia
Genre
Classification phylogénétique
Le genre Boswellia regroupe une vingtaine d'espèces d'arbres ou d'arbustes de la famille des Burséracées originaires d'Afrique ou d'Asie, produisant une résine aromatique. La résine de plusieurs espèces est exploitée sous le nom d'encens ou oliban.

## Description
Les feuilles caduques des Boswellia sont alternes, composées et imparipennées. Les petites fleurs blanches, vertes, jaunes ou roses sont réunies en racèmes ou en panicules et comportent cinq pétales et un calice à cinq dents.

## Principales espèces
- Boswellia ameero Balf.f.
- Boswellia bullata Thulin & Gifri
- Boswellia dalzielii Hutch. - Arbre à encens de l'Afrique sahélienne
- Boswellia elongata Balf.f.
- Boswellia frereana Birdw.
- Boswellia madagascariensis Capuron
- Boswellia nana Hepper
- Boswellia neglecta S. Moore - Arbre à encens de l'Afrique de l'Est
- Boswellia odorata Hutch.
- Boswellia papyrifera (Del. ex Caill.) Hochst.
- Boswellia popoviana Hepper
- Boswellia rivae Engl.
- Boswellia sacra Flueckiger - Arbre à encens de la péninsule Arabique
- Boswellia serrata Roxb. ex Colebr - Arbre à encens d'Inde
- Boswellia socotrana Balf.f.